# Eduardo Moreira (empresário)
Eduardo Alvares Moreira (Rio de Janeiro, 11 de fevereiro de 1976) é um empresário, engenheiro, palestrante, escritor, dramaturgo, apresentador e ex-banqueiro de investimentos brasileiro.
Trabalhou no Banco Pactual até 2009, onde foi sócio responsável pela área de Tesouraria para América Latina.

## Carreira

### Formação
Eduardo Moreira formou-se em Engenharia Civil pela PUC do Rio de Janeiro.

### Atuação no mercado de investimentos
Em 2009, junto a outros três ex-sócios do Banco Pactual, fundou a empresa Plural Capital, posteriormente renomeada para Brasil Plural. Foi o criador da marca Genial Investimentos, empresa do grupo Brasil Plural.

### Produção cultural e literária
Escreveu mais de 10 livros, entre eles dois bestsellers que alcançaram o primeiro lugar nas listas de mais vendidos do Brasil: "Encantadores de Vidas" (ed. Record), no qual descreve os métodos de Monty Roberts, um dos mais famosos domadores de cavalos do mundo", e "O que os Donos do Poder não querem que Você Saiba" (ed. Alaúde).
Em 2015, formou-se como roteirista pela New York Film Academy e em 2017 estreou como dramaturgo ao escrever a peça infantil "Branca de Neve e Zangado". Como autor da peça, Eduardo Moreira concorreu ao prêmio FEMSA de teatro na categoria Revelação.
Eduardo já foi colunista da revista Exame e da TV Estadão, onde apresentou o programa de entrevistas Entre Nós. Em 2018 foi um dos integrantes da bancada do Jornal da Manhã da rádio Jovem Pan, tendo uma curta passagem de apenas três meses.
A partir de 2018, passou a ministrar cursos online e palestras sobre educação financeira e investimentos de baixo risco. Seu canal no YouTube possui mais de 950 mil inscritos e dezenas de milhões de visualizações.

### Mídia online
Fundou em 2020, juntamente com Jessé Souza, o Instituto Conhecimento Liberta (ICL), uma plataforma online que oferece mais de 200 cursos de diversos campos do conhecimento. Desde maio de 2022 é apresentador do programa jornalístico independente ICL Notícias, dividindo a bancada com a jornalista Vivian Mesquita. O programa conta com as análises e os comentários dos jornalistas Chico Pinheiro, Xico Sá, Heloísa Villela, Juca Kfouri, Cristina Serra, Jamil Chade e outros.

### Atuação no Conselho de Administração da Petrobrás
Em 2023, durante o governo Lula, foi indicado por Jean Paul Prates para uma das seis cadeiras do governo no Conselho de Administração da Petrobras. Em um vídeo no YouTube de 6 de março de 2022, Moreira havia criticado a condução da empresa: "Não dá nem mais pra chamar a Petrobras de uma empresa brasileira. A Petrobras virou uma empresa gringa, mas ninguém percebeu". Noutro vídeo de 4 de novembro, disse: "O que a Petrobras está fazendo? Ela tá servindo ao seu país gerando emprego, gerando oportunidade, gerando desenvolvimento? Não. Ela virou o seguinte, virou uma saqueadora pra servir uma meia-dúzia".

### Prêmios, condecorações e filantropia
Em 2012 foi o primeiro brasileiro a ser condecorado pela rainha Elizabeth II, pelo seu esforço em prol da eliminação da violência no adestramento de cavalos. A homenagem aconteceu no Castelo de Windsor, no Guards Polo Club, durante a final de um campeonato de polo.
Em 2013, Eduardo foi eleito pela revista Época Negócios um dos "40 brasileiros de maior sucesso com menos de 40 anos". 
Ainda em 2015, Eduardo Moreira voltou ao Castelo de Windsor a convite da rainha Elisabeth II para apresentar, junto a Sua Majestade e ao domador de cavalos Monty Roberts, um certificado de mérito ao ex-comandante da Academia de Polícia do Barro Branco José Maurício Perez.
Em 2017, recebeu o título de Doutor Honoris Causa da Faculdade Governador Ozanam Coelho (FAGOC) em Minas Gerais.

### Posicionamento político
Foi crítico da reforma da previdência e da reforma trabalhista de 2017. É favorável ao Movimento dos Trabalhadores Sem Terra (MST), defende o fortalecimento dos bancos públicos, propõe a taxação das grandes fortunas e é contra as privatizações.

## Livros
| Nome                                                                   | Editora                | Ano  | Ref.   |
| ---------------------------------------------------------------------- | ---------------------- | ---- | ------ |
| Um Livro Chamado Vida                                                  | Five Star              | 2001 | [ 38 ] |
| Encantadores de Vidas                                                  | Record                 | 2012 | [ 38 ] |
| Investir é Para Todos - Um Guia de Finanças do Encantador de Vidas     | Record                 | 2013 | [ 38 ] |
| O encantador da montanha                                               | Record                 | 2013 | [ 39 ] |
| O Encontro: Um romance filosófico sobre o sentido da vida              | Record                 | 2014 | [ 40 ] |
| A vida é sua: O poder libertador de tomar as rédeas do próprio caminho | Alaúde                 | 2016 | [ 41 ] |
| Branca de Neve e Zangado                                               | DSOP                   | 2017 | [ 42 ] |
| O Que os Donos do Poder Não Querem que Você Saiba                      | Alaúde                 | 2017 | [ 38 ] |
| Desigualdade & caminhos para uma sociedade mais justa                  | Civilização Brasileira | 2019 | [ 43 ] |
| Economia do desejo: A farsa da tese neoliberal                         | Civilização Brasileira | 2020 | [ 44 ] |
| Travessia: De banqueiro a companheiro                                  | Civilização Brasileira | 2021 | [ 45 ] |
| A intenção primeira: um ensaio sobre a natureza do real                | Civilização Brasileira | 2023 | [ 46 ] |